# Campagne de Serbie (1915)
Pour les articles homonymes, voir Campagne de Serbie.
Première Guerre mondiale
Batailles
Front des Balkans
- Front austro-serbe : Campagne de Serbie (7-1914)
- Campagne de Serbie (10-1915)
- Le Cer (8-1914)
- La Kolubara (9-1914)
- Salonique (10-1915
- Krivolak (10-1915)
- Kosovo (11-1915)
- Kosturino (12-1915)
- 1re Doiran (8-1916)
- Strymon (8-1916)
- Kaïmatchalan (9-1916)
- 1re Monastir (9-1916)
- 2e Monastir (3-1917)
- 2e Doiran (4-1917)
- Skra-di-Legen (5-1918)
- Vardar (9-1918)
- Dobropolje (9-1918)
- 3e Doiran (9-1918)
- Uskub (9-1918)
- Campagne de Serbie (9-1918)

Front d'Europe de l'Ouest
Front italien
Front d'Europe de l'Est
Front africain
Front du Moyen-Orient
Bataille de l'Atlantique
La campagne de Serbie de 1915 est une suite d'opérations militaires coordonnées menées durant l'automne de la deuxième année de la Première Guerre mondiale par des unités germano-austro-hongroises d'une part et bulgares d'autre part, en vue de conquérir, lors d'une rapide guerre de mouvements, la Serbie alors en guerre contre les puissances centrales. Rendue possible par l'intervention bulgare aux côtés des puissances centrales, cette campagne est préparée avec soin par les planificateurs militaires austro-hongrois. Son exécution est confiée à des unités allemandes et austro-hongroises depuis le Front du Danube, appuyées par les troupes bulgares, déployées le long de la frontière serbo-bulgare. Brillamment exécutées, les opérations aboutissent à une rapide jonction des troupes coalisées, les austro-allemands venant du Nord et les Bulgares venant du Sud-Est. Cette jonction oblige les armées serbes à fuir à travers les montagnes d'Albanie dans des conditions particulièrement difficiles.

## Contexte
Au début du conflit, les forces serbes repoussent les armées austro-hongroises (bataille du Cer),, puis de nouveau en décembre 1914 à la bataille de la Kolubara, où leur victoire est écrasante, mais coûteuse. 
Fin 1914 la ligne de front suit le tracé de la frontière serbe. La Roumanie, la Bulgarie et la Grèce sont toujours neutres, et courtisées par les deux camps, alors que l'Empire ottoman est entré en guerre aux côtés des puissances centrales, ce qui oblige les responsables allemands à mettre en place une liaison terrestre sûre entre l'Allemagne et Constantinople, donc via la Serbie,, et la Bulgarie.

### Manœuvres diplomatiques

Le partage de la Serbie selon les accords entre la Bulgarie et les puissances centrales

Depuis l'entrée en guerre de la Serbie, en juillet 1914, les rapports de force au sein de la péninsule balkanique se sont modifiés. Les Alliés ont promis au gouvernement italien, s'il entre en guerre, des territoires adriatiques également convoités par les Serbes, tandis que la Bulgarie, alors dans l'expectative, jette son dévolu sur la Macédoine, conquête serbe de 1913. De plus, liée par un traité d'alliance avec la Serbie, la Grèce lui doit assistance. Elle est pourtant restée neutre, en raison de la division interne, entre le Roi qui penche vers les puissances centrales mais tient à la neutralité, et le premier ministre grec Elefthérios Venizélos qui penche vers l'Entente et la Serbie. Durant l'automne 1915, le gouvernement grec tente de négocier son intervention dans le conflit aux côtés de la Serbie à la condition que la Serbie remplisse ses obligations à son égard : le traité d'alliance mentionne la concentration de 150 000 soldats serbes en Macédoine dans l'éventualité d'une attaque bulgare. La Serbie, qui a subi de lourdes pertes et est déjà en infériorité numérique sur son front face à l'Autriche, est évidemment incapable de mettre en ligne de tels effectifs face à la Bulgarie, aussi Venizélos suggère à l'Entente de remplir les obligations contractées par la Serbie. Il permettra en septembre aux alliés de s'installer à Salonique.
La gouvernement bulgare tente de tirer le meilleur parti de la situation. Opposé à la Serbie depuis  la deuxième guerre balkanique de 1913, il est financièrement redevable envers l'Allemagne, mais le roi utilise les tentatives de l'Entente de la faire basculer dans son camp pour obtenir plus de concessions territoriales et réaliser les projets expansionnistes du royaume, par l'annexion de la totalité de la Macédoine ainsi que des territoires en Thrace turque.
Le gouvernement bulgare est sommé de clarifier sa position au début du mois d'octobre, ce à quoi le roi se refuse le 5, marquant de facto son alignement aux côtés des puissances centrales conformément aux accords passés avec ces dernières à partir de septembre. 
Au sein des puissances centrales, la conquête de la Serbie permettrait aux Allemands de concéder le territoire du royaume serbe à l'Autriche-Hongrie afin de la dédommager de l'abandon de la Pologne russe, but de guerre à la fois de Berlin et de Vienne, mais destinée à passer sous la tutelle de l'Allemagne. Cependant, la mise en œuvre des opérations contre la Serbie est menée dans la défiance réciproque, l'Allemagne souhaitant évincer la double monarchie de la conduite des opérations sur le front balkanique,.

### Contexte militaire
Durant la première partie de l'année 1915, la stabilité du front s'est imposée aux deux camps. 
Les serbes sont épuisés et manquent de matériel, et ne peuvent que rester sur la défensive, en dépit d'une convention militaire italo-russo-serbe qui leur assigne un rôle plus offensif. Ce ne sera qu'à partir du 29 septembre 1915 qu'un corps expéditionnaire allié commencera à s'installer à Salonique, tête de pont indispensable à l'acheminement du matériel et de la force d'appoint réclamés par les Serbes.
Les empires centraux (c'est-à-dire Erich von Falkenhayn, le chef du haut-commandement allemand et responsable de fait) souhaiteraient bien, dès le printemps, réduire la Serbie pour établir un lien de ravitaillement vers l'empire ottoman. Mais d'une part le chef du renseignement militaire allemand, Richard Hentsch, visite le front serbe au printemps 1915, et il estime que la période de hautes eaux du Danube ne permet pas d'opérations offensives dans un sens ou dans l'autre, ce qui convainc Falkenhayn de donner la priorité au front de Galicie où est prévue la grande offensive austro-allemande qui aura lieu à partir du 6 mai 1915. D'autre part il faut tenir compte du risque que l'Italie attaque, ce qui se produira également en mai 1915. L'Autriche-Hongrie n'est donc pas en mesure de recommencer son attaque contre la Serbie, d'autant qu'il n'est pas encore exclu que la Bulgarie choisissent d'intervenir en faveur des alliés.
Au début de l'automne 1915, le front austro-serbe est donc toujours fixé le long de la frontière, et c'est le choix de la Bulgarie d'intervenir en faveur des puissances centrales qui changera la donne, les opérations devant commencer en octobre.

## Opérations

### Préparation
Face à l'évolution de la situation en Bulgarie,, les Serbes planifient, à partir du 23 septembre 1915 une attaque préventive contre les unités bulgares, avec une armée de 9 divisions, le front du Nord devant être tenu par une force de 150 000 soldats, déployés par les Alliés. Soutenu par son gouvernement, y compris contre les membres de l'Entente, Putnik doit cependant renoncer à ce projet, en raison de l'opposition de la France, de la Grande-Bretagne et de la Russie, qui espèrent toujours, dans les derniers jours de septembre, amener la Bulgarie dans le camp allié.
Pour écraser la Serbie, les Puissances centrales élaborent, sous la responsabilité des stratèges austro-hongrois, une triple attaque sur la Serbie, la principale venant du Danube, deux attaques secondaires chargées de fixer les unités serbes, la première venant de Bosnie-Herzégovine, la deuxième lancée à partir de la Bulgarie, en direction de Niš, pour séparer le corps de bataille serbe en trois,. En effet, c'est une manœuvre d'enveloppement que les stratèges austro-allemands planifient, en dépit des divergences qui se manifestent entre les partenaires de la Triplice : Vienne souhaite battre sur le champ de bataille l'armée serbe qui a vaincu à plusieurs reprises l'armée austro-hongroise au cours de l'année précédente, les Bulgares souhaitent une coopération pérenne avec l'Allemagne, Erich von Falkenhayn aspire à une intervention rapide et limitée des unités allemandes.
Cependant, les Bulgares exigent que le commandement des unités déployées face à la Serbie soit assuré par un officier général allemand, faisant de ce préalable une condition essentielle de l'entrée en guerre du royaume de Sofia. Les Austro-hongrois, mécontents, finissent par accepter un arrangement qui confie le commandement au Feld-maréchal allemand August von Mackensen : celui-ci avait déjà commandé une force combinée germano-austro-hongroise en Galicie au printemps ; le nouveau groupe d'armées von Mackensen agit sous la double responsabilité de l'OHL et de l'AOK ; cependant, le caractère bicéphale du commandement est conçu comme une concession de prestige aux militaires de la double monarchie : le haut-commandement austro-hongrois est en effet réduit au rang de courroie de transmission des ordres venus de l'OHL,.
Enfin, pour donner aux unités germano-austro-hongroises les moyens de la surprise, un blocus postal sévère est imposé dans les régions de concentration des unités, afin de limiter les risques de fuite vers la Serbie. Cependant, cette tâche s'avère impossible pour l'Evidenzbureau austro-hongrois, tant l'imbrication de populations serbes, roumaines, magyares et allemandes dans le Banat permet la présence active de réseaux d'espions au service de la Serbie. Des unités du génie sont chargées de remettre en état les routes et voies ferrées jusqu'à la ligne de front. Par crainte de l'espionnage ennemi, les régiments allemands envoyés de France ou de Pologne ignorent leur destination. Entre Budapest et leurs bases d'attaque, les troupes circulent uniquement de nuit, par le train puis à pied, en s'orientant à la boussole. Chaque division dispose, pour le franchissement du Danube, de 32 pontons allemands, 41 demi-pontons austro-hongrois, 20 ou 30 barques à fond plat (Zille (en)), 240 canots et une centaine de mariniers austro-hongrois.

### Unités déployées

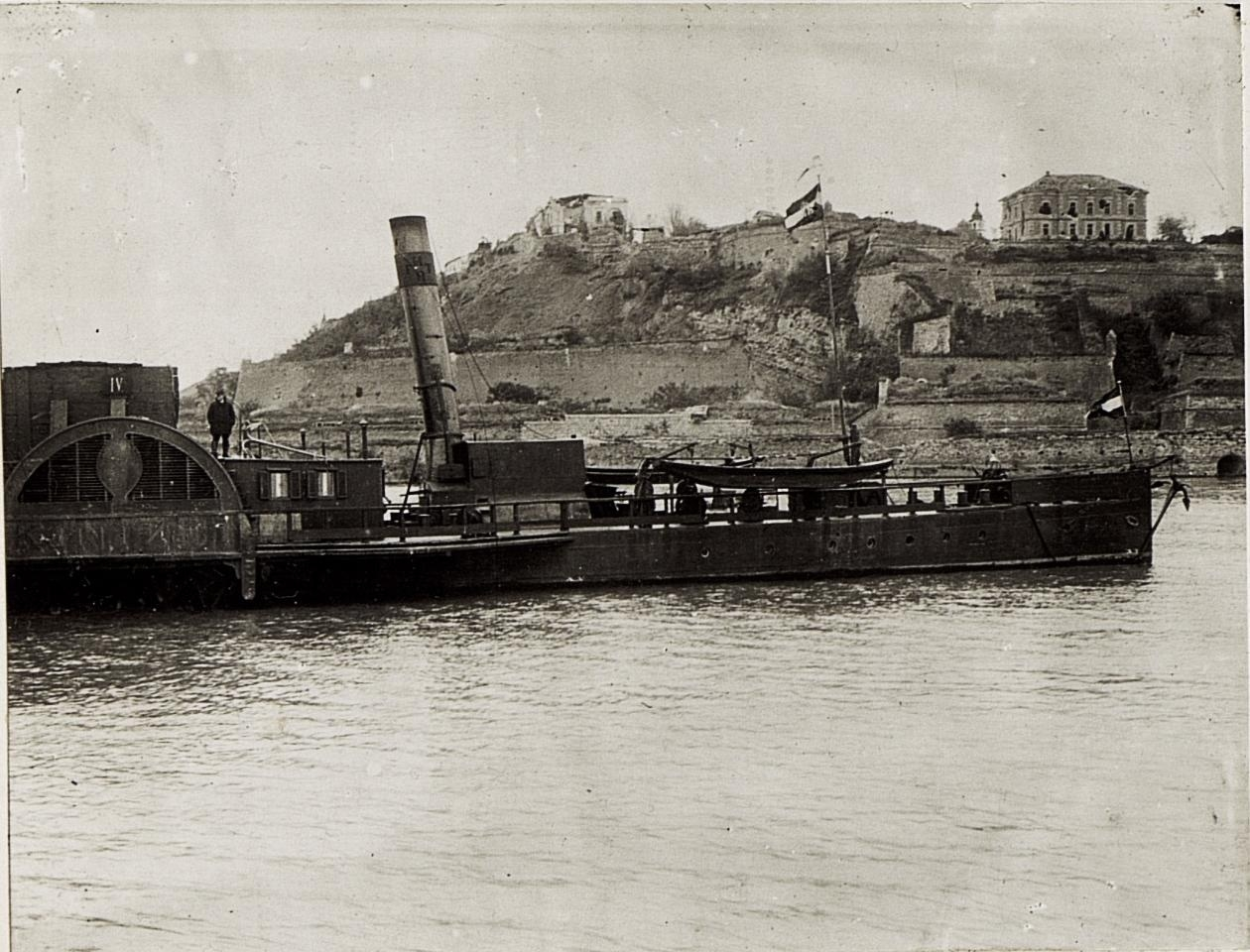
Canonnière austro-hongroise devant la citadelle de Belgrade après la prise de la ville

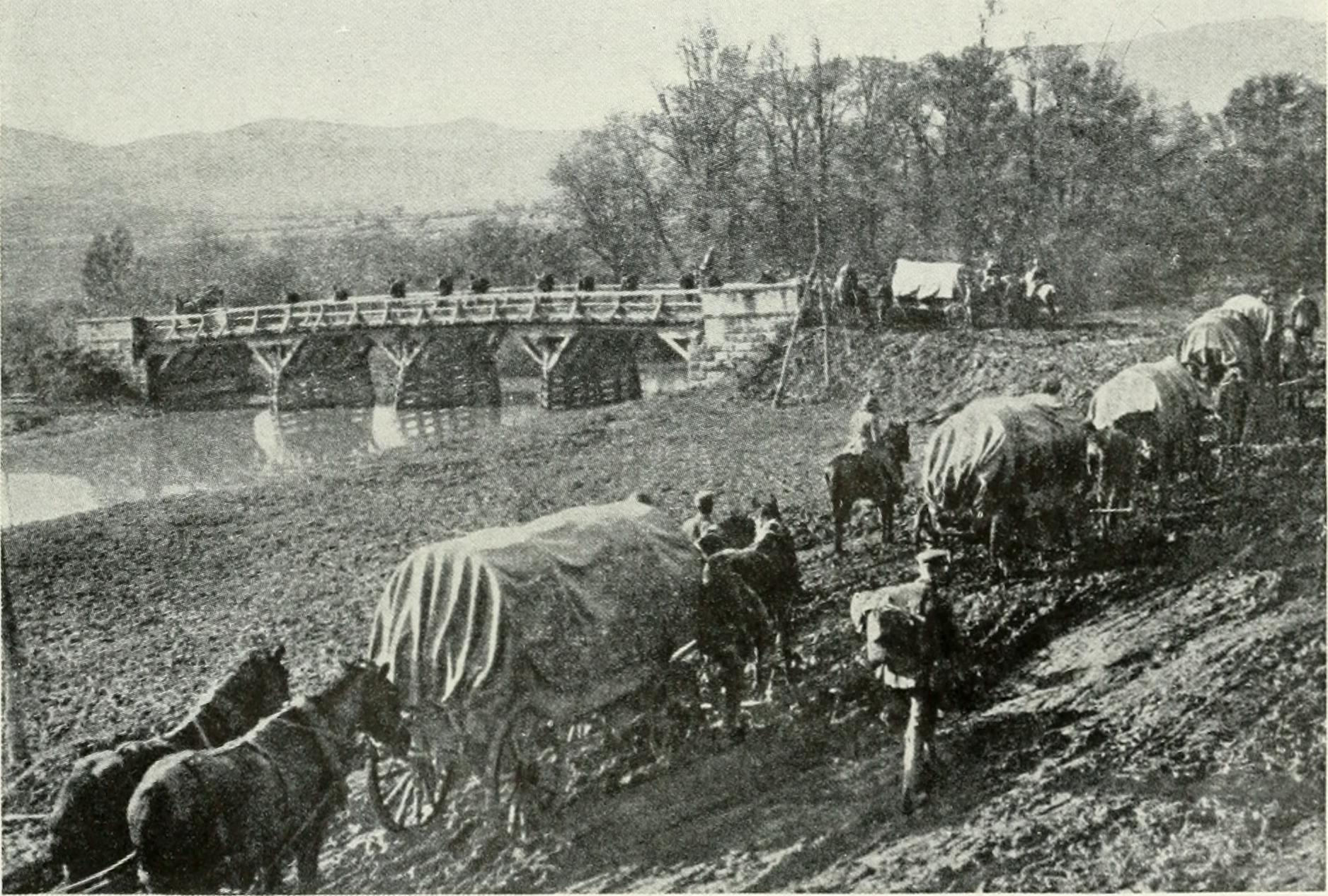
Avance de l'armée allemande en Serbie (1915)

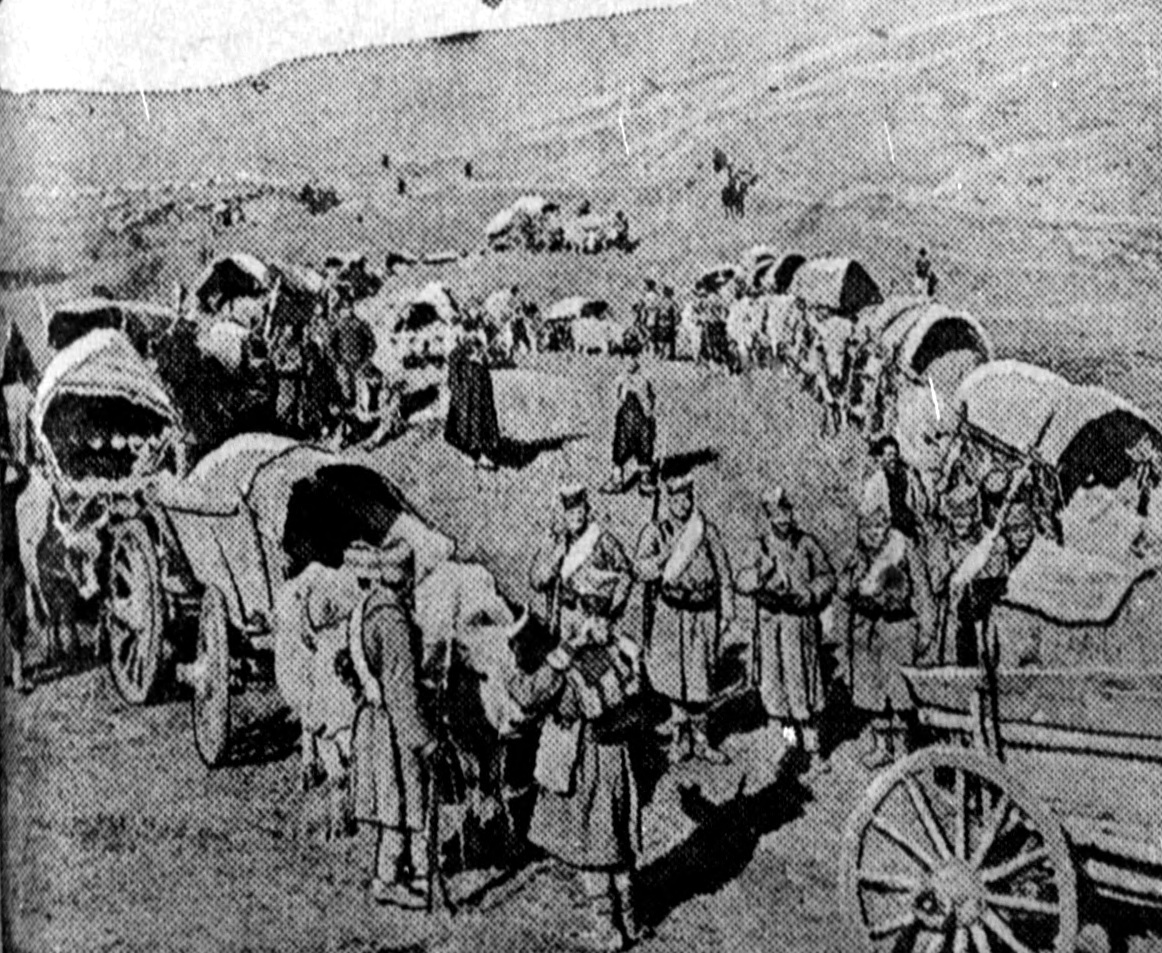
Forces bulgares en Serbie (novembre 1915)

Les stratèges des puissances centrales mettent en place un groupe d'armées regroupant la 11e armée allemande, la 3e armée austro-hongroise et la 1re armée bulgare, composant une masse de manœuvre composée de 4 divisions bulgares, soit un effectif de 120 000 soldats et de 12 divisions allemandes et austro-hongroises, comportant en tout 180 000 hommes,. Ces unités sont déployées le long de la frontière ou de la ligne de front, ce que ne manquent pas de remarquer les services de renseignement militaires alliés, en dépit des mesures de camouflage ; ce renforcement aboutit à la constitution d'armées comptant un effectifs total de près de 600 000 soldats, déployés soit le long de la ligne de front austro-serbe, soit le long de la frontière bulgare. Parmi ces unités se trouvent des unités de chasseurs tyroliens, spécialistes du combat en montagne, destinés à être déployés sur les hauteurs au sud de Belgrade. Ce déploiement de forces est appuyé par l'artillerie de marine des monitors de la flottille du Danube, appui_feu appréciable face aux troupes serbes. Ce groupe d'armée est commandé de concert par les haut-commandement allemand, austro-hongrois et bulgare, tandis que les ordres doivent être adressés par les Austro-hongrois.
Face à ces armées aux effectifs combinés de 650 000 soldats, l'armée serbe aligne au printemps 1915 250 000 soldats, répartis en 12 divisions, engagées dans une guerre de patrouille avec des unités austro-hongroises cantonnées le long de la frontière austro-serbe. Ces soldats ne semblent pas en mesure de résister longtemps seuls face à la pression combinée venue du Nord et de l'Est, sans appui russe.

### Exécution

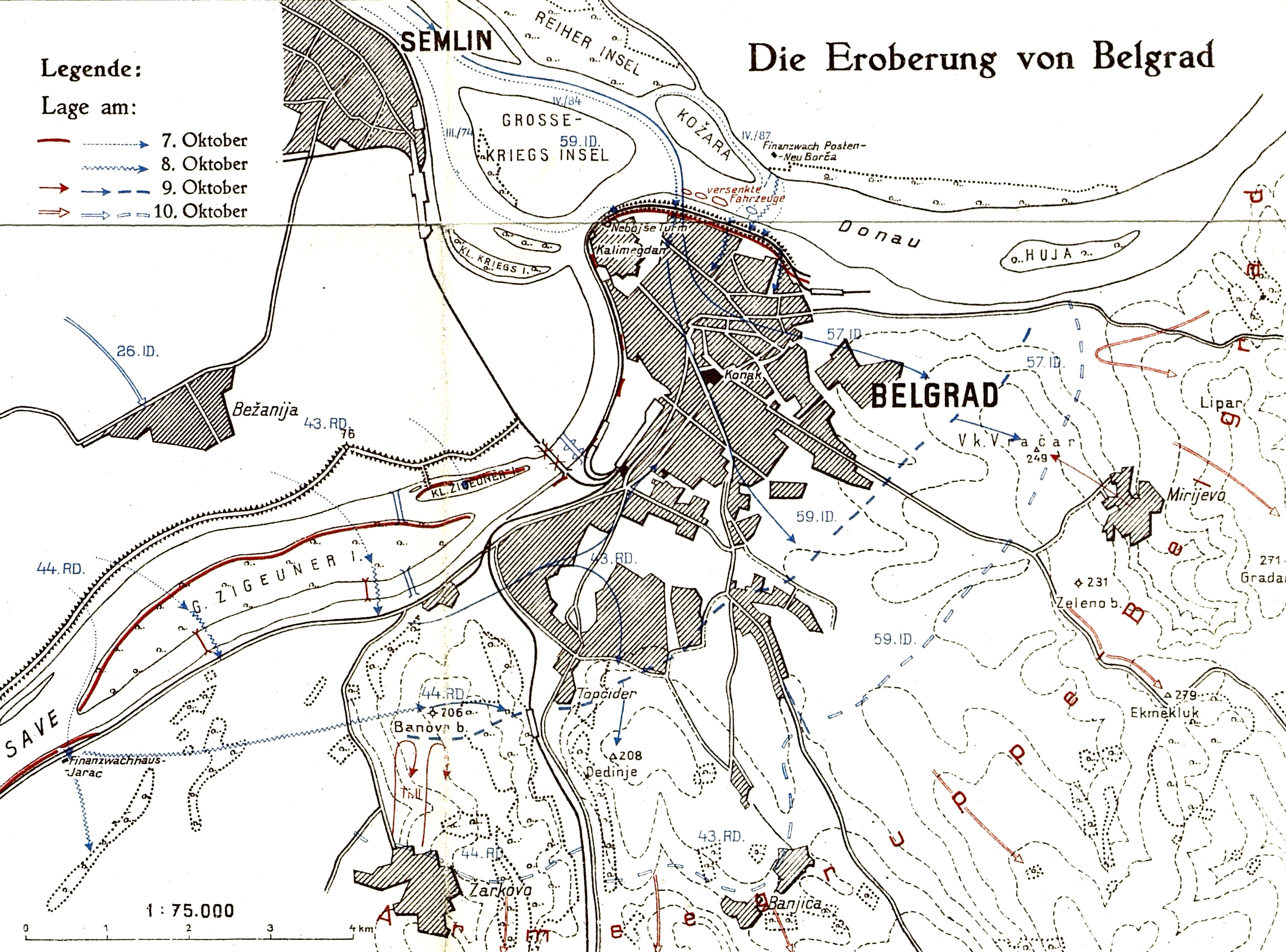
Traversée de la Save et prise de Belgrade, du 7 au 10 octobre 1915 guerre mondiale

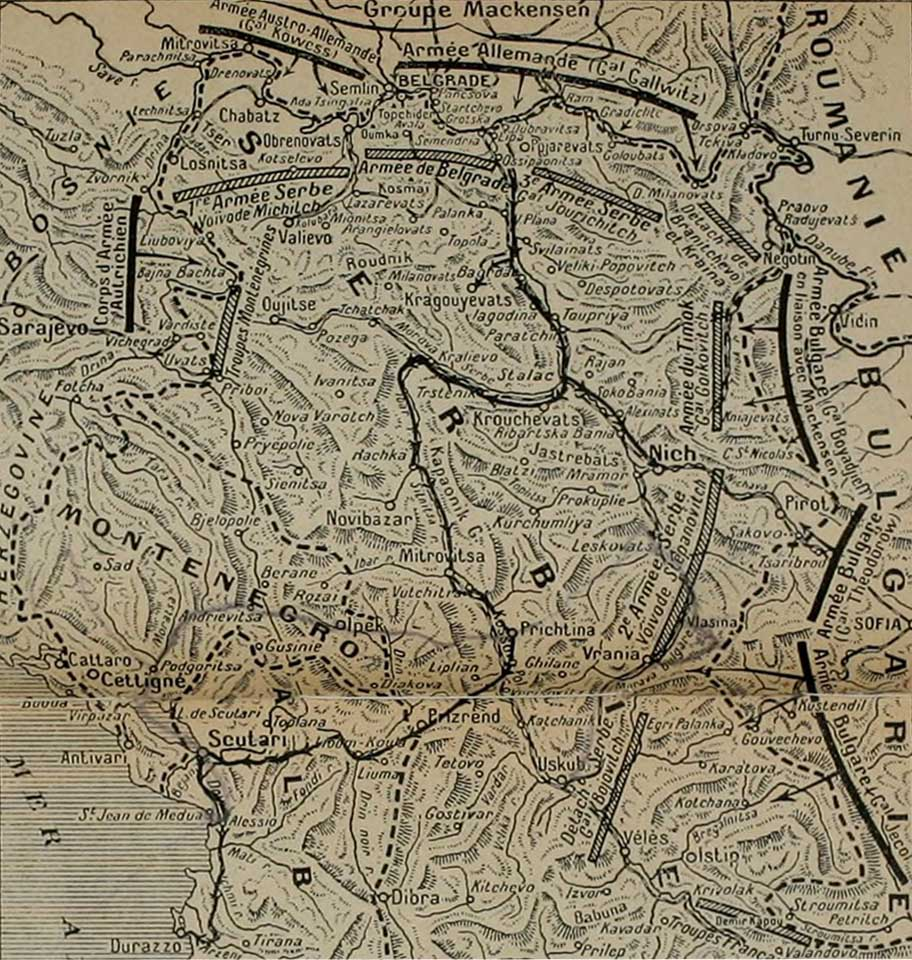
L'offensive austro-germano-bulgare contre la Serbie, par Henry Barby, 1916

Le 6 octobre, conformément aux plans préparés par les planificateurs austro-hongrois, une forte préparation d'artillerie ébranle les positions serbes le long du Danube ; le bombardement, terrestre et maritime, commence dans l'après-midi, massif, pilonnant les positions d'artillerie et les positions de l'infanterie.
Le 7 octobre, l'offensive germano-austro-hongroise est déclenchée, la 3e armée austro-hongroise, épaulée par la 11e armée allemande, franchissant le Danube, et occupant Belgrade le 9 octobre, au terme de plusieurs jours de combat acharnés dans la ville,, repoussant méthodiquement les troupes serbes dans la vallée de la Morava, en dépit des pertes austro-allemandes importantes,. Ces succès obligent le commandement serbe à prélever des unités positionnées en couverture face à la Bulgarie pour les jeter face à l'attaque venant du Danube.
L'offensive bulgare avait été au départ planifiée pour le 9, mais est lancée finalement le 11 afin de garantir le succès des premiers mouvements. 
Dès les premiers succès austro-allemands, les Bulgares entrent en action à partir du 14 octobre, se fixant Niš comme objectif. En effet, alors que la percée est obtenue sur le front du Danube, l'armée bulgare pénètre massivement en Serbie, rompant la ligne serbe, péniblement renforcée par des détachements alliés venus de Salonique. Cette offensive, conçue pour être menée rapidement, se heurte néanmoins à une vive résistance des troupes serbes et s'avance lentement en Macédoine serbe. Devant la coordination entre les agresseurs, les Serbes ne peuvent que reculer, abandonnant Kragujevac, Prahovo le 23 octobre, et Pirot le 28.
Face à cette seconde offensive, le commandement serbe ne peut qu'ordonner la retraite sur le plateau du Kosovo, tandis que les forces alliées, engagées depuis Salonique, échouent à venir épauler des troupes serbes en pleine débâcle. En effet, Putnik tente de regrouper sur le plateau du Kosovo son armée en pleine déroute, mais la prise de Kacanik par les Bulgares prive l'armée serbe de possibilités de ravitaillement depuis Salonique.
Parallèlement à la conquête de la Serbie, le Monténégro est conquis par les Austro-Hongrois, à l'issue d'une campagne dont le déroulement incite les responsables alliés à poser la question de la sincérité de l'adhésion monténégrine à l'Entente.

### Retraite serbe

Le roi Pierre Ier fuit devant l'avance des troupes des puissances centrales. photographie prise le 9 novembre 1915 guerre mondiale.

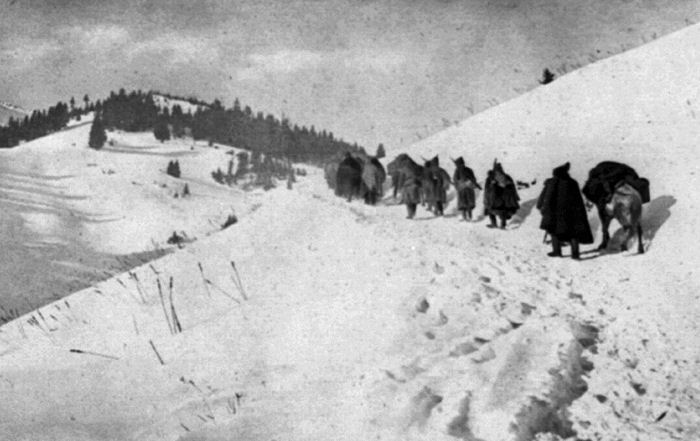
Retraite de l'armée serbe dans les montagnes d'Albanie, novembre-décembre 1915

Devant les succès des troupes allemandes, austro-hongroises et bulgares, le commandement serbe, rapidement en perpétuel mouvement, ordonne la retraite de l'armée. Cependant, le commandement serbe tente de se maintenir au Kosovo, mais, devant l'imminence de la jonction entre les unités bulgares et germano-austro-hongroises, doit y renoncer rapidement.
Le 25 novembre 1915, face à cette situation, Putnik ordonne alors la retraite générale de l'armée serbe, afin de continuer la guerre aux côtés des alliés. Cette retraite se fait selon trois itinéraires en direction de l'Adriatique, à travers l'Albanie.

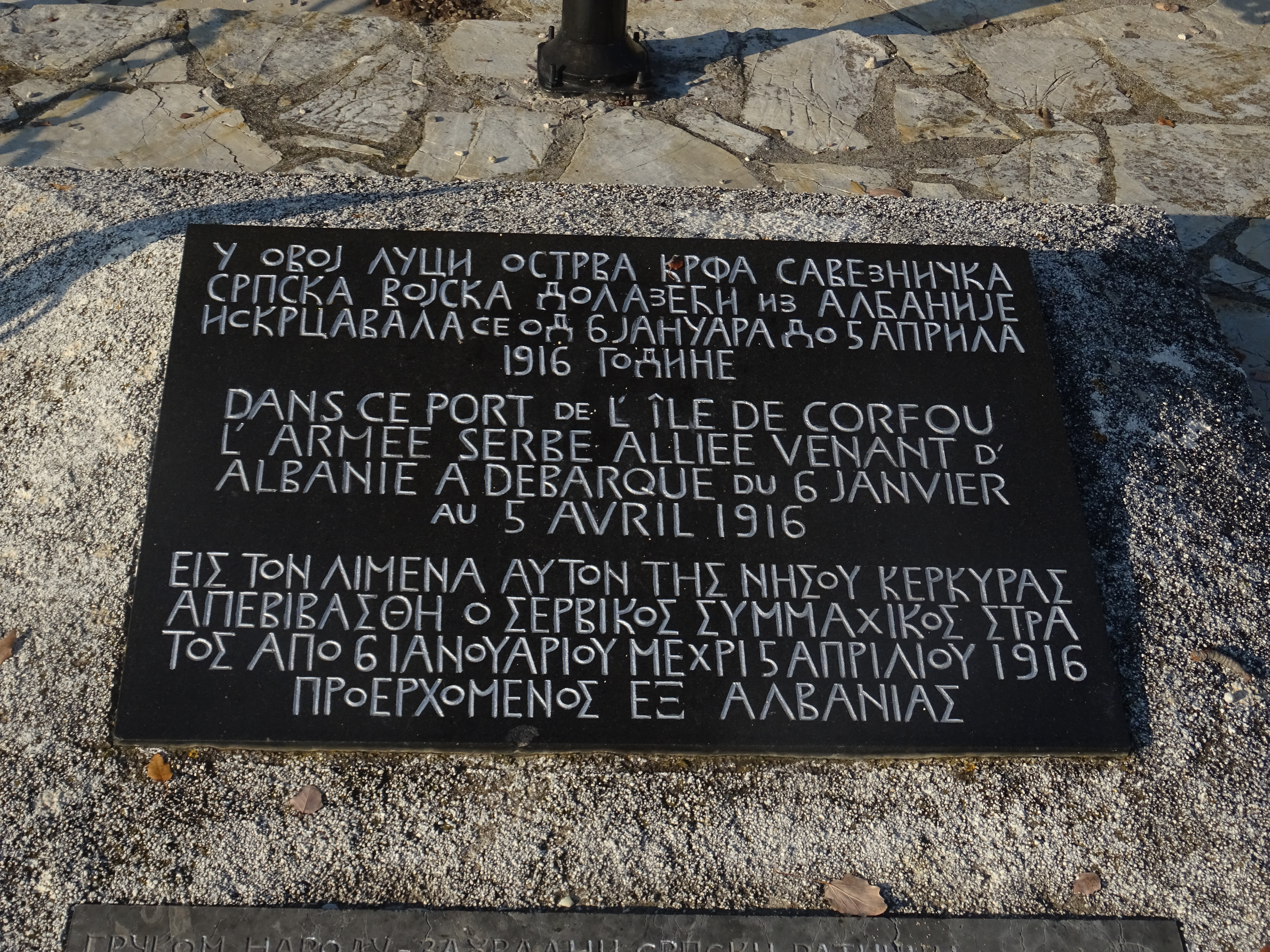
Monument aux soldats Serbes débarqués à Corfou en 1916 sur la plage de Gouvia

Ainsi, au prix de l'abandon des convois et de l'artillerie, les troupes, accompagnées du roi, du gouvernement, du personnel diplomatique et de nombreux réfugiés fuyant l'avance bulgare et germano-austro-hongroise, s'engagent en Albanie le 23 novembre ; cependant, cette retraite se fait au milieu d'un pays majoritairement hostile, les populations albanaises se liant aux troupes austro-hongroises pour harceler les itinéraires de retraite. Au cours des deux semaines qui suivent, les Serbes, roi, gouvernement, armée, commandement, réfugiés, auxquels se sont joints des journalistes et des médecins étrangers, traversent l'Albanie selon trois colonnes : la première, la plus au Nord, part de Mitrovitza pour se rendre à Scutari et Saint-Jean de Médua, rassemble les représentants alliés, la seconde, suivant le cours de la Drin, compte avec elle le régent Alexandre, le gouvernement et l'état-major, la troisième est menée par le roi Pierre en personne. Les colonnes atteignent les ports albanais, où les attendent des navires de guerre alliés,.
Cette retraite contribue à créer un fort courant de sympathie pour le royaume serbe, surtout en France, mais aussi dans les pays alliés. Ainsi, les journaux du monde entier relatent la retraite serbe ainsi que l'état physique déplorable des soldats serbes arrivés à Corfou.
Les Serbes, poursuivis par les troupes allemandes, austro-hongroises et bulgares bénéficient cependant de l'embouteillage des vastes unités des puissances centrales sur les routes, ralentissant l'exploitation des percées des puissances centrales ainsi que la poursuite proprement dite.

## Issue

### Conséquence militaires
À l'issue de la campagne, la Serbie est occupée par les puissances centrales et la liaison terrestre directe est établie entre la Hongrie et la Bulgarie ; cependant, une tête de pont alliée est maintenue autour de Salonique, contenue par des unités de l'ensemble des membres des puissances centrales, tandis qu'une vaste action de sauvetage des unités serbes épuisées est organisée par la marine française depuis les ports italiens.
Le sauvetage de l'armée serbe permet aux Alliés, notamment la France, de réorganiser une armée serbe nombreuse, expérimentée, mais momentanément hors de combat. Ainsi, dès le 16 février 1916, Joffre donne l'ordre à ses subordonnés sur place de faciliter la remise en état des soldats survivants, de réformer l'armée serbe selon le modèle en vigueur en France et de commencer à en engager des divisions en Macédoine.
À la fin de l'année 1915, ne subsiste dans la région que le Monténégro dans les rangs des Alliés. Ainsi les 40 000 soldats de l'armée monténégrine apparaissent rapidement isolés face aux puissantes unités austro-hongroises déployées dans le secteur, en dépit du souhait d'Erich von Falkenhayn, le généralissime allemand. Le 5 janvier 1916, les forces monténégrines sont attaquées par la 3e armée austro-hongroise, qu'ils parviennent à contenir quelques jours : le 10 janvier, le mont Lovćen, principale position défensive sur la route de la capitale Cettigné, est prise par les Austro-Hongrois aux termes de durs combats.
En dépit de ces victoires, le commandement allemand, Erich von Falkenhayn le premier, renonce à exploiter jusqu'au bout les succès obtenus face aux Serbes. Ainsi, contrairement à Conrad, son homologue austro-hongrois, il n'apprécie pas à sa juste valeur l'importance du camp retranché allié de Salonique,. De plus, il souhaite redéployer le plus rapidement les unités allemandes en France, où se prépare l'attaque contre Verdun ; Falkenhayn ne manifeste pas d'opposition aux projets austro-hongrois, mais tergiverse, puis, effrayé par l'apparition de cas de typhus parmi les soldats allemands déployés dans la région, rappelle les unités allemandes positionnées en Serbie,, sans exposer clairement à son homologue les raisons du retrait des unités allemandes positionnées dans les Balkans.

### Conséquences politiques
La conquête de la Serbie renforce les lignes intérieures des puissances centrales, permettant une liaison directe entre l'Allemagne et l'Autriche-Hongrie, d'une part, la Bulgarie et l'Empire Ottoman de l'autre.
Cependant, en dépit de ce succès, la question du statut du territoire serbe se pose alors avec acuité : le 1er janvier 1916, l'administration du pays est confiée conjointement par la double monarchie et le royaume de Bulgarie, le Kosovo et la Macédoine constituant la zone d'occupation bulgare ; cependant, le partage des dépouilles s'opèrent dans un climat de méfiance réciproque entre les responsables des puissances centrales : Allemands et Austro-hongrois s'opposent sur la stratégie à mener dans les Balkans, le premier souhaitant créer une continuité territoriale avec la Bulgarie et l'empire ottoman, le second souhaitant établir une hégémonie durable sur la zone ; parallèlement à ces divergences, les Bulgares sont méprisés par les militaires de la monarchie danubienne. Cette méfiance est renforcée par l'attitude des responsables allemands envers leurs alliés : Mackensen prend directement ses ordres auprès de l'OHL, sans passer par le commandement austro-hongrois, les militaires allemands déprécient en permanence le rôle des unités austro-hongroises engagées à leurs côtés.

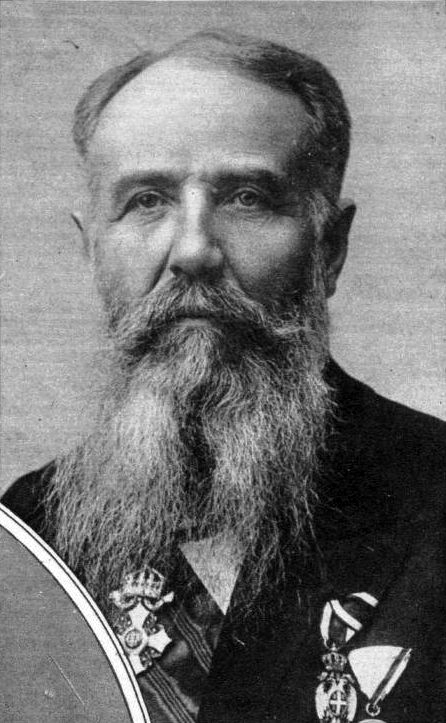
Nikola Pašić en 1919, l'année de la Conférence de la paix de Paris

Ensuite, la conquête de Belgrade permet aux responsables austro-hongrois de compulser les archives du royaume de Serbie, laissées sur place dans la déroute serbe. Ainsi, ces archives serbes attestent de l'entretien, sur le territoire de la double monarchie, de très nombreux agitateurs et agents de renseignement.
Puis, le refus de la capitulation face aux déploiements des puissances centrales permet la survie de la Serbie comme puissance en guerre. Ainsi, dès le 29 octobre 1915, la proposition de capitulation est officiellement repoussée par le régent Alexandre, appuyé par le gouvernement. Cependant, la débâcle de l'automne 1915 rend la situation du gouvernement serbe et de son chef Nikola Pašić, partisan du maintien de la Serbie dans le conflit, très précaire : pour contrer les partisans serbes de la paix séparée avec les empires centraux, le gouvernement serbe réaffirme de nouveaux buts au conflit en cours, appelant à la constitution de la Grande Serbie. Cet acte incite les Alliés, notamment le président du conseil français Aristide Briand, dès le 27 décembre 1915, à soutenir le gouvernement serbe et à garantir la satisfaction des aspirations nationales serbes, en réalité à permettre aux Serbes de réaliser ses buts de guerre les plus ambitieux. De plus, le sauvetage organisé par la France, la remise en état de l'armée serbe sur le modèle français ainsi que le refus serbe de capituler contribuent à la création de liens solides entre la France et la Serbie. Cependant, cette reconstitution constitue, à la fin de l'année 1915, un objectif allié à moyen terme, tant les soldats serbes sont épuisés.
Enfin, à l'issue de la rapide campagne contre une armée monténégrine isolée par la retraite serbe, le Monténégro, alors envahi, propose, par l'intermédiaire de son gouvernement, la paix aux puissances centrales, en dépit des protestations des militaires monténégrins et de la fuite du Roi Nicolas à Scutari.

### Conséquences stratégiques
La conquête de la Serbie fournit aux Puissances centrales les moyens de ravitailler massivement l'empire ottoman, jusqu'alors approvisionné par les airs et par de la contrebande de guerre transitant par la Roumanie et la Bulgarie encore neutres.
De même, la conquête de la Serbie fournit aux ingénieurs allemand l'occasion de remettre en état le tronçon de l'Orient-Express situé sur le territoire serbe, permettant l'acheminement massifs de renforts, destinés dans un premier temps à réduire la présence des Alliés aux Dardanelles,. De plus, une fois déminé, le Danube devient l'autre voie d'acheminement de fournitures aux Ottomans et Bulgares
Enfin, la conquête de la Serbie par les puissances centrales oblige les Alliés à revoir leur stratégie générale, les incitant à coordonner leurs efforts face aux puissances centrales; ainsi, à la conférence de Chantilly, est notamment décidée la synchronisation des offensives alliées, dans les Balkans et ailleurs, prévue pour l'année 1916.

## La Serbie après la campagne
La Serbie occupée, aucune des puissances victorieuses ne souhaite évoquer avant la fin du conflit la question du statut définitif des territoires serbes. Les Hongrois refusent obstinément, depuis juillet 1914, l'annexion formelle de la Serbie à la double monarchie. István Tisza, président du conseil hongrois, réaffirme cette opposition lors du conseil de la couronne du 7 janvier 1916 ; face à lui, les militaires austro-hongrois souhaitent annexer le pays, afin d'éviter sa renaissance.

### Partage du territoire serbe
La Serbie est partagée entre l'Autriche-Hongrie et la Bulgarie, l'une occupant et administrant le nord du pays, l'autre annexant le sud (Macédoine serbe et Kosovo).
Les Austro-Hongrois mettent ainsi en place un gouvernement militaire installé à Belgrade, le Militärgeneralgouvernement Serbien, mis officiellement en place le 1er janvier 1916 et confié au général Johann Ulrich von Salis-Seewis (de) qui dispose d'une force d'occupation de 50 000 soldats et procède à une réforme territoriale, sur le modèle autrichien.

### Une population affaiblie
Le pays conquis par les puissances centrales est épuisé par des années de guerres, dans lequel sévissent la faim et le typhus. De ce fait, un quart de la population a été victime de la guerre, de la faim et des maladies.
Les administrateurs austro-hongrois procèdent également à une réforme de l'école, aspirant à garantir à la double monarchie une population serbe munie d'un savoir de base et de valeurs empêchant la renaissance d'un sentiment national serbe.